# 니시무라 치나미
니시무라 치나미(일본어: 西村 ちなみ, 1970년 11월 18일 ~ )는 일본의 여자 성우이다.

## 출연 작품
굵은 글씨는 메인 캐릭터.

### TV 애니메이션
1994년
- 마법기사 레이어스 (아스카)
- 마법진 쿠루쿠루 (치쿠리마, 요정, 릴리, 삿파리 요정)
- 몬타나 존스 (파토미)
- 초 버릇이 될 것 같아 (시라토리 나기사/오오토리 나기사, 유키하라 코즈에)

1995년
- 꾀돌이 삼총사 (까마귀 토마토)
- 날아라! 호빵맨 (피망<2대>)
- 마루코는 아홉살 (노리코)
- 사랑의 큐피트 (트윙카)
- 신비의 세계 엘하자드 (밀리)
- 아따아따 (아키코)
- 애천사전설 웨딩피치 (란포)

1996년
- 게게게의 키타로 4기 (네코무스메)
- 명견 래시 (크리스)
- 미소녀 전사 세일러 문 세일러 스타즈 (미사)
- 미소의 세상 (타카시)
- 앨리스 탐정국 (유령소녀, 빨간망토<대역>)
- 우주에서 온 모자코 (손님, 코로링 마메타로)
- 우주여행사 야트 (유키, 프레베)
- 폭주형제 렛츠&고 (사가미 쥰, 선내 아나운서, FOX2/알렉세이 드미트리비치 파디에)
- 하멜의 바이올린 (코르넷)

1997년
- 닌자펭귄 땡글이 (피핑, 코마루)
- 도라에몽 (히나코)
- 번업 EXCESS (키타가와 안나)
- 소녀혁명 우테나 (호즈마 마리)
- 소년탐정 김전일 쿠치나시촌 살인사건 (타츠미 모에기)
- 큐티하니F (큐피드 크로우)
- 포켓몬스터 (여경, 지우의 리아코, 로사의 내루미 외)
- 할렐루야 보이 (노하라 루이)
- MAZE☆폭렬시공 (란디)

1998년
- 4차원 탐정 똘비 (프테라)
- 녹색전차 해모수=무지개전기 이리스 (수)
- 만능문화묘랑 (이시야마 노리코, 시호)
- 명탐정 코난 #86 (준코)
- 섀도우 스킬 (카이라 루 루카)
- 소년탐정 김전일 프랑스 은화 살인사건 - 타카모리 마스미
- 시공전초 나스카 (아사카와 레이나)
- 아키하바라 전뇌조 (키타우라와 우즈라)
- 오자루마루 (오노 코마치)
- 태양소년 에스테반 리뉴얼판 (치루카)

1999년
- 강철천사 쿠루미 (사쿠라 스마코)
- 블루젠더 (에리나)
- 선계전 봉신연의 (영봉)
- 세라핌콜 (무라사메 사쿠라)
- 인형조종사 사콘 (후카미 사요코)
- 주베이짱 (오자루)

2000년
- 게이트 키퍼즈 (페이린 휀)
- 다!다!다! (하나코마치 모모카, 쥬얼별 외계인)
- 바람부는대로 츠키카게 란 (오하루)
- 방가방가 햄토리 (쿠리하라 쿠루미)
- 브리가둔 마린과 메란(아야나A, 네본, 라라)
- 우주인 타로 (아사다 쿄코)
- 육문천외 몬코레나이트 (탱고추는 검은고양이)

2001년
- 갤럭시 앤젤 (밀리)
- 나지카 전격작전 (코하루)
- 디지캐럿 여름방학 스페셜 (로드P)
- 스타오션EX (미도리마)
- 오자루마루 (사카노우에 오자루마루<2대>)
- 작은 눈의 요정 슈가 (그레타)
- 포켓몬스터 크리스탈 라이코 천둥의 전설(여경)
- 히카루의 바둑 (소녀)

2002년
- 드래곤 드라이브 (치비스케)
- 미르모 퐁퐁퐁 (리겔)
- 아쿠에이리언 에이지 Sign for Evolution (사카모토 루미코)
- 아침 안개의 무녀 (시라야마 쿠쿠리)
- 오자마녀 도레미 (오리히메)
- 원반황녀 왈큐레 (하이드라)
- 이누야샤 (보탄)
- 포켓몬스터 AG (여경, 로사의 개무소→카스쿤→독케일, 봄이의 아차모→영치코 외)
- 포켓몬스터 사이드 스토리 (지우의 리아코, 로즈, 세레비)
- 플리즈 티처 (낫짱)

2003년
- 교고쿠 나쓰히코 항설백물어 (테이)
- 금색의 갓슈 (코코)
- 디지캐럿 뇨 (로드P)
- 무한전기 포트리스 (딸 포트리스들)
- 미래전사 오공 (타마라)
- 울트라매니악 (루나)
- 원더베빌 (베빌)
- 카레이도 스타 (미아 기엠)
- 플리즈 트윈즈 (낫짱)

2004년
- 듀얼마스터즈 (후아유)
- 신무월의 무녀 (키사라기 오토하)
- 케로로 중사 (츠키가미 치루요)

2005년
- 투구벌레 왕자 무시킹~ 숲의 백성의 전설~ (미르테)
- 블리치 (코테츠 키요네)
- 원피스 (드림)
- 조이드 제네시스 (루네)
- AIR (칸나 비노 미코토)
- ARIA The ANIMATION (아리아 사장/아리아 포코텡)

2006년
- 천보이문 아야카시 아야시 (오우타)
- 포켓몬스터 DP (지우의 리아코, 진희의 나옹마, 로사의 독케일, 여경, 빛나의 파치리스, 진철의 포푸니라, 진철의 니로우, 주피터, 금선의 마릴, 유채의 체리버, 루)
- ARIA The NATURAL (아리아 사장/아리아 포코텡)

2008년
- ARIA The ORIGINATION (아리아 사장/아리아 포코텡)

2009년
- 게게게의 키타로 5기 (마유미)

2010년
- 괴담 레스토랑 (와라짱)
- 포켓몬스터 베스트위시 (지우의 콩둘기→유토브→켄호로우, 팟의 바오프, 벨의 딱정곤, 주리의 몽나, 클리프의 비조푸, 애리나의 터검니)

2011년
- 도라에몽 (메스우마타케)
- 디지몬 크로스워즈 (로프몬, 퍼그몬)

2012년
- 스마일 프리큐어! (아오키 레이카/큐어 뷰티, 배드엔드 뷰티)

2013년
- 타마유라 ~모어그레시브~ (시모카미야마 무츠코)
- 포켓몬스터 뮤츠 각성의 서장 (버질의 이브이)

2014년
- 명탐정 코난 #753 (카와카미 야스코)
- 포켓몬스터 XY (푸르미에의 님피아)
- 해피니스 차지 프리큐어! (큐어 뷰티)

2016년
- 포켓몬스터 썬&문 (지우의 냐오불)

2017년
- 웃는 세일즈맨NEW (거짓말 소녀)
- 아이카츠 스타즈! (카스미 엄마)
- 코노하루 기담 (하나토키 통생)
- 퍼즐드래곤 크로스 (타마도라)

2018년
- 퍼즐드래곤 (전화 목소리)

2019년
- 게게게의 키타로 6기 (설녀 유키)

### OVA
1995년
- 미소녀 전사 익셀리온 (이이지마 키이로)

2005년
- 원반황녀 왈큐레 성령절의 신부(하이드라/아키드라)
- 카레이도 스타 Legend of phoenix ~레이라 해밀턴 이야기~ (미아 기엠)

2006년
- 원반황녀 왈큐레 시간과 꿈과 은하의 연회(하이드라)

2007년
- ARIA The OVA ~ARIETTA~(아리아 사장/아리아 포코텡)

### 극장용 애니메이션
2000년
- 피츄와 피카츄(와니노코(리아코))

2005년
- 극장판 AIR(칸나비노미코토)

2007년
- 극장판 Yes! 프리큐어5 거울 나라의 미라클 대모험! (다크 드림)

2012년
- 극장판 프리큐어 올스타즈 NewStage 미래의 친구들 (아오키 레이카 / 큐어 뷰티)

### 게임
- 레이 크라이시스 (나레이션)

1995년
- 은하 아가씨 전설 유나2 (은막의 미키)

1996년
- 매지컬 데이트 (미도리카와 린)
- 트루 러브 스토리 (미사키)

1997년
- 게게게의 키타로 PS판 (네코무스메)
- 이 세상의 끝에서 사랑을 노래하는 소녀 YU-NO (마리나)

1998년
- 리플레인 러브2 (아키요시 치카)
- 유구환상곡 2nd Album (헤키사)
- 미츠메테 나이트 (캐롤 파렛키)
- 마신영웅전 와타루 Another Step (왈리느)
- 가디언 리콜 ~수호수 소환~ (이카즈치 아키라, 카가미 료코)
- ADVANCED V.G.2 (미츠루기 타마오)

1999년
- 아크 더 래드3 (셰릴)
- 신기세계 에볼루션 (체인 간)
- 게이트 키퍼스 (와타나베 치나미)

2000년
- 건퍼레이드 마치 (모리 세리카)

2001년
- AIR DC판 (칸나비노미코토)

2002년
- AIR PS2판 (칸나비노미코토)

2004년
- 프린세스 메이커 2 리파인 (딸)
- 이리스의 아틀리에 이터널 마나 (리타 브랑시몬)

2006년
- 건퍼레이드 오케스트라 청의 장 ~빛의 바다로부터 편지를 보냅니다~ (모리 세리카)
- ARIA The NATURAL ~먼 기억의 미라쥬~ (아리아 포코텡)

2007년
- AIR PSP판 (칸나비노미코토)

2008년
- 대난투 스매시브라더스 X (아챠모)
- ARIA The ORIGINATION ~푸른 혹성의 엘시에로~ (아리아 포코텡)

### 드라마CD
- ARIA The ANIMATION Drama CD 시리즈(아리아 사장/아리아 포코텡)
- ARIA The NATURAL Drama CD 시리즈(아리아 사장/아리아 포코텡)